# 波伊洛 (夏威夷州)
波伊洛（英語：Paauilo）是位於美國夏威夷州夏威夷縣的一個人口普查指定地區。

## 地理
波伊洛的座標為19°02′38″N 155°22′13″W / 19.04389°N 155.37028°W，而該地最高點為海拔高度217米（即712英尺）。

## 人口
根據2010年美國人口普查的數據，波伊洛的面積為2.80平方千米，當中陸地面積為2.70平方千米，而水域面積為0.10平方千米。當地共有人口595人，而人口密度為每平方千米212人。